# 한국미래연합
한국미래연합(韓國未來聯合)은 2002년 5월 17일 창당한 정당이다. 창당 당시 국회의원 박근혜가 한나라당에서 탈당하여 만든 정당이다. 약칭은 미래연합이었다. 창당 이후 치러진 제3회 전국동시지방선거에서는 광역의원선거에서 당선자를 냈다. 국회에는 박근혜 1석을 보유하고 있었다. 제16대 대통령 선거를 앞둔 2002년 11월 19일에 한나라당과 다시 합당했다.

## 역대 선거 결과

### 역대 지방선거 결과
|  | 0% |

|  | 0% |

|  | 0.29% |

## 같이 보기
- 미래연합
- 박근혜